# Alfonso Giacomo Gaspare Corti
Alfonso Giacomo Gaspare Corti (22 tháng 6 năm 1822 - 2 tháng 10 năm 1876) sinh ra tại Gambarana, gần Pavia. Một người bạn nổi tiếng của cha Corti, Antonio Scarpa, khơi dậy mối quan tâm thời niên thiếu của ông đối với giải phẫu và y học. Là một sinh viên y khoa, ông đăng ký học tạiĐại học Pavia. Nghiên cứu yêu thích của Corti là mô học. Năm 1845, Corti chuyển đến Vienna để hoàn thành nghiên cứu y khoa của mình và làm việc tại viện giải phẫu của Joseph Hirtl. Ở đó, ông nhận được bằng y học vào năm 1847 dưới sự giám sát của giáo sư Hyrtl, với một luận án về hệ thống máu của một loài bò sát. Sau đó, ông được Hyrtl bổ nhiệm làm Công tố viên thứ hai của mình. Với sự bùng nổ của Cách mạng 1848, ông rời Vienna, và sau khi thực hiện nghĩa vụ quân sự ngắn ngủi ở Ý đã đến thăm các nhà khoa học nổi tiếng ở Bern, London và Paris. Vào đầu năm 1850, Corti đã nhận được lời mời của nhà giải phẫu học Albert Kölliker và đã chuyển đến Wurzburg, nơi ông kết bạn với Virchow. Tại Phòng thí nghiệm Kölliker, ông bắt đầu làm việc trên hệ thống thính giác của động vật có vú. Corti đã dành một thời gian ngắn ở Utrecht, nơi ông đến thăm các giáo sư Jacobus Schroeder van der Nikol và Pieter Harting. Trong thời gian ở đây, ông học cách sử dụng các phương pháp để bảo quản một số chế phẩm của ốc tai. Từ Utrecht, ông trở về Wurzburg để hoàn thành nghiên cứu về ít nhất 200 ốc tai của con người và các động vật khác nhau. Bài báo nổi tiếng của ông, "Recherches sur l'organe de l'ouïe des mammiferes", xuất hiện vào năm 1851 trên tạp chí Kölliker "Zeitschrift für wissenschaftliche Zoologie". Cùng năm đó, sau khi cha qua đời, ông được thừa hưởng gia sản của cha mình và tước hiệu "Marchese de San Stefano Belbo" và chuyển về Ý. Năm 1855, Corti kết hôn với con gái từ một điền trang lân cận, Maria Bettinzoli. Ông có con gái tên là Bianca và con trai tên là Gaspare. Ông mắc bệnh viêm khớp biến dạng và căn bệnh ngày càng tồi tệ. Ngày 2 tháng 10 năm 1876, ông qua đời tại Corvino San Quirico.